# Berastegi
Berastegi – gmina w Hiszpanii, w prowincji Guipúzcoa, w Kraju Basków, o powierzchni 45,9 km². W 2011 roku gmina liczyła 1062 mieszkańców.